# Галлінґскарве (національний парк)
Національний парк Галлінґскарве (норв. Hallingskarvet nasjonalpark) — це національний парк у центральній Норвегії, який був створений урядом 22 грудня 2006 року. Парк розташований у муніципалітетах Хуль (фюльке Вікен), Ульвік та Ерланд (обидва у фюльке Вестланн). Точніше, парк охоплює плато Галлінґскарв та високогірні райони на захід від нього. Він включає льодовик Варґебрін, а також долини Сетедален, Ленґедален, Інґлесдален та частини Раґґштайндалена.
Національний парк займає 450 квадратних кілометрів (170 миля2) гірського хребта Галлінґскарве і містить великі поголів'я диких північних оленів, що є важливим фактором створення парку. Найвища точка національного парку — Фоларскарднутен, яка сягає висоти 1 933 метри (6 342 фут) над рівнем моря.
Пейзаж Галлінґскарве був сформований різними льодовиковими періодами. Парк показує геологічну історію та зв'язок між цією історією та варіацією видів, що там мешкають. Він включає райони, що мають особливу цінність і в яких проживають такі загрожувані або вразливі види, як Draba cacuminum (білокопитна трава) та Botrychium lanceolatum (грейпферн із листових листя).
Лінія Бергена проходить уздовж південної межі парку. До південного боку парку немає дороги, тому станція Фінсе, зупинка на залізничній лінії, є одним з небагатьох способів дістатися до цієї частини парку. Норвезька регіональна дорога 50 проходить біля північної межі парку.

## Захист та використання
Головною метою цього національного парку є збереження великої, унікальної та в основному недоторканої території з метою захисту ландшафту та біому з його екосистемою, видами та популяціями, серед іншого, диких північних оленів. Захист призначений для захисту характерного елементу, необхідного для розуміння геологічної історії норвезького ландшафту. Він також призначений для захисту цінних елементів культурної спадщини.
Парк відкритий для традиційних форм активного відпочинку на природі, які не потребують майже ніяких технічних засобів.

## Назва
Перший елемент halling (житель Галлінґдал долини), а останній є кінцевою формою skarv (гори або гірській місцевості без рослинності).